# Lu Ronghua
Lu Ronghua (né le 21 février 1983 dans la province du Liaoning) est un athlète chinois spécialiste de la marche athlétique.

## Carrière

### Palmarès
| Année | Compétition                  | Lieu     | Résultat | Épreuve         | Performance     |
| ----- | ---------------------------- | -------- | -------- | --------------- | --------------- |
| 2002  | Championnats du monde junior | Kingston | 3e       | 10 000 m marche | 41 min 46 s 07  |
| 2005  | Championnats d’Asie          | Incheon  | 1er      | 20 km marche    | 1 h 25 min 30 s |

### Records
| Épreuve      | Performance     | Lieu    | Date            |
| ------------ | --------------- | ------- | --------------- |
| 20 km marche | 1 h 18 min 39 s | Cixi    | 23 avril 2005   |
| 50 km marche | 3 h 45 min 05 s | Nanning | 27 février 2005 |